# ムラサキサギゴケ
ムラサキサギゴケ（紫鷺苔、学名: Mazus miquelii）は、サギゴケ科サギゴケ属の多年草。植物分類学上の標準和名はサギゴケ（鷺苔）で、その別名のひとつがムラサキサギゴケとしている。ただし、本種の白花に限ってサギゴケということもある。和名「ムラサキサギゴケ」の由来は、花が紫色で、形がサギ（鷺）が飛んでいるようすに見立てて苔のように広がっていることから名付けられている。

## 特徴
日本の本州、四国、九州に分布し、湿った野原や水田のあぜ道などの日当たりの良い場所に生える。
多年性の草本。匍匐茎で広がっていき、群生していることが多い。
花期は春から初夏（4 - 6月）。花は紫（たまに白）で、上にめくれた小さな上唇と、3つに裂けた大きな下唇の花びらからできている唇形花で、花の基部は筒状である。下唇の中央の黄褐色の目立つ斑紋があり、ここに細かい毛が生えている。この斑紋の部分は、虫たちに蜜のありかを教える目印となり、虫が止まる足場の役目をしている。花の小さな上唇は深裂するが、裂け目の角度が浅くわかりにくいことがある。
上唇の内側に、4本の雄蕊と1本の雌蕊があり、導かれたハナバチの頭や背中に確実に接触して受粉するように出来ている。柱頭は2つに分れ、触れると閉じる柱頭運動があり、送粉者に付着した花粉を積極的に取り込み受粉を促す役割をしていると考えられている。この動きを律動にたとえジョロウバナの別称があるが、漢字で女郎花と書くとこれはオミナエシをさす。

## 変種
- サギゴケ　Mazus miquelii f. albiflorus (Makino) Makino
- モモイロサギゴケ　Mazus miquelii f. roseus (Honda) Nakai
- ジャカゴソウ　Mazus miquelii f. contractus (Makino) Sugim. ex T.Yamaz.

## 近縁種
本種と似た同属植物に一年生のトキワハゼがある。

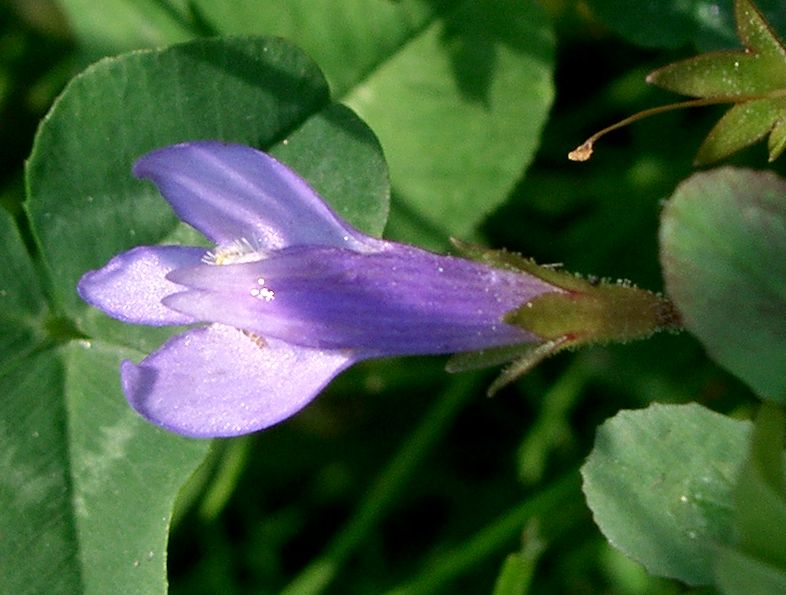
ムラサキサギゴケ
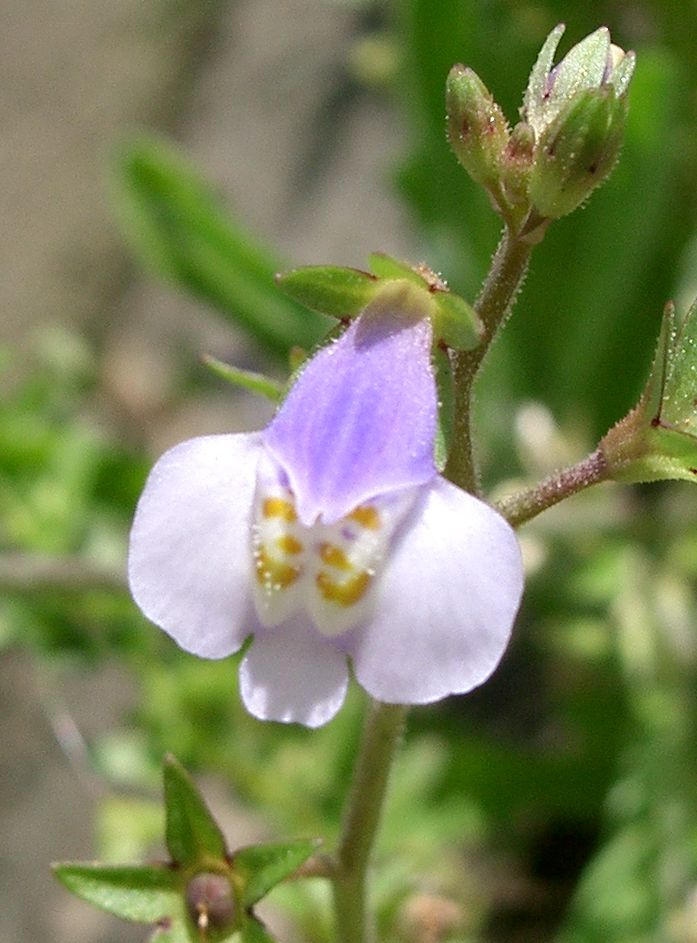
トキワハゼ